# 갈루스

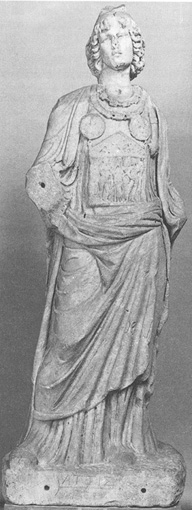
2세기경의 갈루스 사제상. 카피톨리니 미술관 소장.

갈루스(라틴어: Gallus), 복수형 갈리(라틴어: Galli)는 프리기아의 여신 키벨레와 그 남편 아티스를 모시는 거세된 남사제이다. 키벨레 숭배는 고대 로마 만신전 다신교에 흡수되어 지속되었다.
로마 원로원이 키벨레를 공식적으로 자신들의 여신으로 끼워준 기원전 204년에 최초로 갈리가 로마에 찾아왔다. 로마 시민은 갈루스가 되는 것이 금지되었고, 즉슨 갈리는 모두 오리엔트인이거나 노예였다. 클라우디우스 황제 때 이 규제는 더욱 강화되었다. 그리고 도미티아누스 황제 때 로마 시민은 거세하는 것이 금지된다는 것이 재차 확인되었다.
갈리는 디에스 상구이니스, 즉 "피의 날"이라는 의식을 행하다가 무아지경에 빠졌을 때 스스로를 거세했다. 피의 날은 매년 3월 24일이었다고 한다. 이때 갈리는 노란색 여자 옷을 입고 머리에는 일종의 터번을 쓰고 펜던트와 귀걸이로 화려하게 치장했다. 머리를 기르고 표백했으며 두꺼운 화장을 했다. 갈리는 꽃들을 들고 다니면서 탁발을 하고 다녔고, 동냥을 받으면 그 대가로 점을 쳐 주었다. 아티스의 제삿날이 되면 갈리는 미친 듯이 뛰어다니며 봉두난발로 머리를 헝크러뜨렸다. 피리와 탬버린 음악에 맞춰 춤을 추면서 무아지경 속에서 피가 날때까지 스스로를 채찍질했다.

## 같이 보기
- 엘라가발루스 (신)
- 히즈라 (젠더)
- 스콥치
- 타우로볼리움